# Kaijiro Fujiyoshi
Kaijiro Fujiyoshi (藤吉 皆二朗 Fujiyoshi Kaijiro?), född 11 januari 1992 i Tokyo prefektur, är en japansk fotbollsspelare.
Fujiyoshi började sin karriär 2010 i Yokogawa Musashino. 2014 flyttade han till SC Sagamihara.